# Шпак-білощок серамський
Шпак-білощо́к серамський (Basilornis corythaix) — вид горобцеподібних птахів родини шпакових (Sturnidae). Ендемік Індонезії.

## Опис
Довжина птаха становить 24-26 см, вага 121-132 г. Довжина крила становить 136–137 мм, довжина хвоста 94–100 мм, довжина цівки 31–32 мм, довжина дзьоба 17–19 мм. Забарвлення переважно чорне, верхня частина голови, горло і груди мають пурпуровий відблиск, горло іноді поцятковане білими плямками, спина, надхвістя і живіт мають зеленуватий відблиск. На голові помітний, високий, пурпуровий чуб. На щоках і грудях є білі плями. Крила коричневі, махові пера світлі. Хвіст чорний з пурпуровим відблиском. Очі карі, шкіра навколо очей темна. Дзьоб кремовий, лапи жовті. виду не притаманний статевий диморфізм.

## Поширення і екологія
Серамські шпаки-білощоки є ендеміками острова Серам. Вони живуть у вологих рівнинних і гірських тропічних лісах, в рідоліссях і садах. Зустрічаються на висоті від 200 до 900 м над рівнем моря. Іноді приєднуються до змішаних зграй птахів разом з молуцькими шпаками-малюками.